# Peggy Blow
Peggy Ann Blow (* 5. Juni 1952 in Karlsruhe, Deutschland) ist eine US-amerikanische Filmschauspielerin.

## Leben
Peggy Blow wurde in Deutschland geboren und kam dann in die Vereinigten Staaten, wo sie in Columbus (Georgia) die High School besuchte und danach ein Schauspiel-Studium an der Mercer University in Macon absolvierte. Sie begann ihre Karriere am Theater. Blow hatte seit den 1980er Jahren zahlreiche Auftritte in Fernsehsendungen und war in mehreren Filmen zu sehen. Sie wurde ab 2018 vor allem für ihre Rolle als Großmutter „Marisol Martinez“ in der Netflix-Serie On My Block bekannt.

## Filmografie (Auswahl)
- 1983: Polizeirevier Hill Street (Hill Street Blues, Fernsehserie, 2 Folgen)
- 1985: Die Jeffersons (The Jeffersons, Fernsehserie, eine Folge)
- 1992: Der Prinz von Bel-Air (The Fresh Prince of Bel-Air, Fernsehserie, eine Folge)
- 1997: Melrose Place (Fernsehserie, eine Folge)
- 2000: City of Angels (Fernsehserie, eine Folge)
- 2005: Raven blickt durch (That’s so Raven, Fernsehserie, eine Folge)
- 2008: Desperate Housewives (Fernsehserie, eine Folge)
- 2009: Criminal Minds (Fernsehserie, eine Folge)
- 2012: Dexter (Fernsehserie, eine Folge)
- 2013: Castle (Fernsehserie, eine Folge)
- 2013: Crash & Bernstein (Fernsehserie, 2 Folgen)
- 2016–2018: American Crime Story (Fernsehserie, 3 Folgen)
- 2018–2021: On My Block (Fernsehserie, 31 Folgen)
- 2019: Desperate Waters